# Fałszywa ryba
Fałszywa ryba – danie drobiowe z kurczaka (rodzaj pulpecików), charakterystyczne dla kuchni Żydów polskich.
Danie przyrządza się z ugotowanego z warzywami (marchew, cebula) kurczaka, przyprawionego podobnie jak rosół – liśćmi laurowymi i pieprzem. Po ugotowaniu kurę studzi się, mięso oddziela od kości i mieli w maszynce do mięsa, dodając siekane migdały, cebulę, rodzynki, jaja i pokruszoną, roztartą macę. Uzyskaną masę doprawia się do smaku solą, cukrem i pieprzem, a następnie, uformowawszy niewielkie kuleczki, smaży na rozgrzanym tłuszczu, do uzyskania złotawobrązowego koloru i chrupiącej powierzchni. Współcześnie, w kuchni nieortodoksyjnej, zamiast macy często dodaje się bułkę tartą.